# Saburtalo-Linie
| Streckenlänge: | 6,8 km                   |                                       |                                       |
| Spurweite: | 1524 mm (Russische Spur) |                                       |                                       |
| Stromsystem: | 825 V =                  |                                       |                                       |
| |                          |                                       |                                       |
| \| \| \| Sachelmzipo Uniwersiteti \| \| \| \| Wascha-Pschawela \| \| \| \| Bachtrioni \| \| \| \| Delissi \| \| \| \| Samedizino Uniwersiteti \| \| \| \| Teknikuri Uniwersiteti \| \| \| \| Zereteli \| \| \| \| zur Achmetelis-Teatri-Warketeli-Linie \| \| \| \| Sadguris Moedani \| |                          |                                       |                                       |
| U-Bahn-Kopfbahnhof Streckenanfang |                          | Sachelmzipo Uniwersiteti              | Sachelmzipo Uniwersiteti              |
| U-Bahn-Bahnhof |                          | Wascha-Pschawela                      | Wascha-Pschawela                      |
| ehemaliger U-Bahn-Bahnhof |                          | Bachtrioni                            | Bachtrioni                            |
| U-Bahn-Bahnhof |                          | Delissi                               | Delissi                               |
| U-Bahn-Bahnhof |                          | Samedizino Uniwersiteti               | Samedizino Uniwersiteti               |
| U-Bahn-Bahnhof |                          | Teknikuri Uniwersiteti                | Teknikuri Uniwersiteti                |
| U-Bahn-Bahnhof |                          | Zereteli                              | Zereteli                              |
| U-Bahn-Abzweig geradeaus und von links |                          | zur Achmetelis-Teatri-Warketeli-Linie | zur Achmetelis-Teatri-Warketeli-Linie |
| U-Bahn-Kopfbahnhof Streckenende |                          | Sadguris Moedani                      | Sadguris Moedani                      |

Die Saburtalo-Linie (georgisch: საბურთალოს ხაზი), auch Saburtalinskaja Linija nach dem russischen Namen, ist eine U-Bahn-Linie der Metro Tiflis. Sie ist nach dem Tifliser Stadtteil Saburtalo benannt, durch den sie verläuft. Sie wurde 1979 eröffnet.

## Geschichte
Die Linie wurde am 3. September 1979 als zweite Linie der Metro Tiflis eröffnet, nachdem schon 1964 die Achmetelis-Teatri-Warketeli-Linie ihre Eröffnung feierte. Zunächst gab es nur die Stationen Wagsolski Ploscheds (heute: Sadguris Moedani), Zereteli, Politeknikuri (Institut) (heute: Teknikuri Uniwersiteti), Komsomolskaja (heute: Samedizino Uniwersiteti) und Wiktor Goziridse (heute: Delissi). Ab 1992 wurden nach der Unabhängigkeit Georgiens einige Stationen umbenannt. 2002 wurde der U-Bahnhof Wascha-Pschawela fertiggestellt. Der U-Bahnhof Sachelmzipo Uniwersiteti wurde im März 2017 eröffnet.

## Galerie

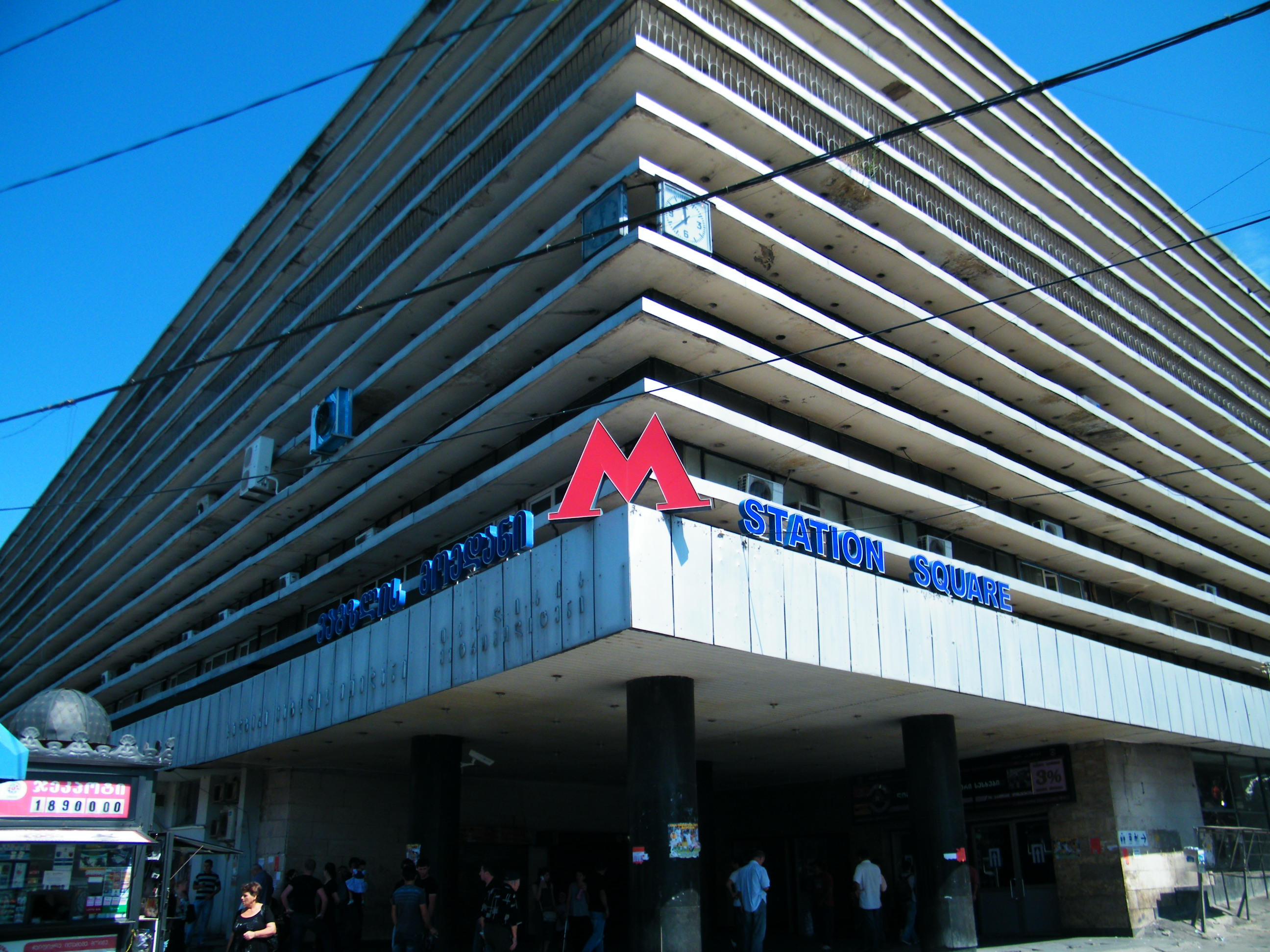
Eingangsgebäude von Sadguris Moedani-2
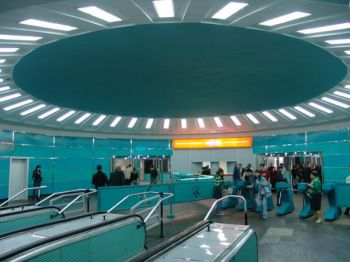
Eingangshalle mit Drehkreuzen von Zereteli
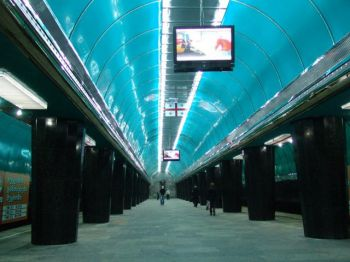
Die Bahnsteige von Zereteli
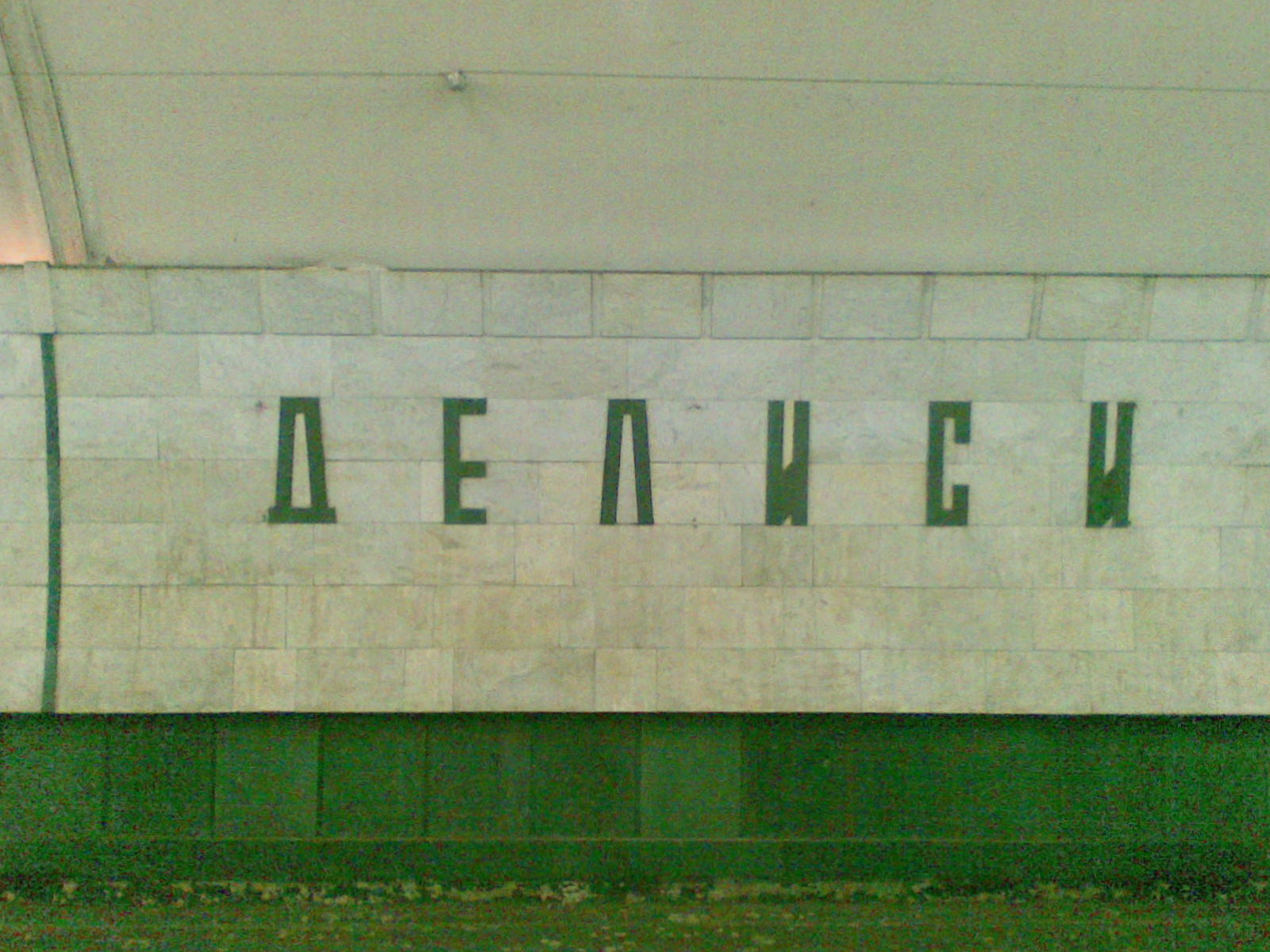
Kyrillischer Name der Station Delissi in der Station